# Metical (unidade)
Metical, almetagal, matical, mitical, mitigal e mitzaquel (Mithqāl, mithkal ou mithqál), é uma palavra árabe que originalmente significava apenas "peso" ou "peso de alguma coisa" e que geralmente designa uma unidade de massa usada sobretudo para pesar ouro, prata e outros materiais preciosos. O  seu valor apresenta variações conforme as épocas e regiões. O termo também designa a moeda oficial de Moçambique, de outras moedas africanas antigas e de uma medida de massa de Ormuz.
A partir do final do século VII designou uma moeda, equivalente ao dinar de ouro, cunhada em muitos estados islâmicos.  Atualmente, o valores mais frequentes do metical como unidade de massa são 3,642 gramas ou, segundo outras fontes, 4,235 gramas (este é o valor mencionado pela Encyclopaedia of Islam) ou 24 quilates.  Supostamente o metical equivale a 72 grãos de cevada.
O termo aparece também no chamado "Padrão Metical Aberto" (em inglês: Open Mithqal Standard, OMS), também chamado padrão Nabawi, cujo objetivo é normalizar o cálculo do peso das moedas modernas de dirrã e dinar no sentido de replicar as moedas homónimas usadas no tempo de Maomé e nas primeiras gerações de muçulmanos, que por sua vez foram muito influenciadas pelo soldo bizantino e a dracma grega. No OMS, um dirrã equivale a 3,11 gramas (1/10 de onça troy) de prata 9999  e um dinar equivale a 4,44 gramas (1/7 de onça troy) de ouro 9999 (24 quilates).
Historicamente o metical surgiu em Damasco, então a capital do Califado Omíada, no final do século VII, quando foram cunhadas as primeiras moedas islâmicas, baseadas no dinar de ouro sírio. Ao longo dos séculos seguintes, vários estados islâmicos cunharam os seus próprios meticais ou dinares de ouro, com grandes variações de valor em ouro ou prata. Muitas dessas moedas representam, à semelhança do metical sírio original, a islamização de unidades pré-islâmicas locais. No século XIX tanto o termo metical como o dinar de ouro praticamente já não eram usados aplicados a moedas, embora haja registos do seu uso no primeiro quartel desse século de moedas em circulação na África Ocidental e do Norte. Em algumas partes dessas regiões e algumas partes do Médio Oriente, no século XIX metical designava uma unidade de massa usada sobretudo para pó de ouro, mas ocasionalmente também para outros materiais de elevado valor, como prata, vendidos a peso, mas o peso que representado por um metical tinha grandes variações regionais.
Na religião Bahá'í, o metical é usado para calcular o pagamento do huqúqu'lláh ("direito de Deus"), uma espécie de taxa religiosa, e de dotes.